# Juan Ramón López Caro
Pour les articles homonymes, voir López et Caro.
Juan Ramón López Caro, né le 23 mars 1963 à Lebrija, est un footballeur espagnol devenu entraîneur.

## Biographie

### Carrière de joueur
López Caro est formé au sein du club de la Lebrijana, à Lebrija, sa ville natale. Il rejoint ensuite l'équipe junior du Betis Séville avant d'être intégré au groupe professionnel durant deux saisons, entre 1980 et 1982. Par la suite, il porte les couleurs du CD Fuengirola.

### Carrière d'entraîneur
López Caro embrasse très tôt la carrière d'entraîneur puisque de 1992 à 1995, il dirige l'UD Lebrija qui joue en troisième division espagnole. Il va par la suite entraîner plusieurs clubs du même niveau, toujours en Andalousie : l'UD Los Palacios pendant deux saisons puis Dos Hermanas une saison et enfin le club de l'UD Melilla avec qui il remporte le titre de champion de Segunda B en 1999. Ce succès lui permet d'être recruté par une formation du niveau supérieur, à savoir le RCD Majorque, qui le choisit pour diriger son équipe réserve, qui évolue en deuxième division.
La première saison dans l'équipe B de Majorque est bonne, avec une cinquième place en championnat, néanmoins insuffisante pour prétendre à la montée. Le bilan est le même l'année suivante avec une place finale de septième pour les Rojinegros. Caro quitte le club puisqu'il est choisi par le Real Madrid pour diriger la Castilla, l'équipe réserve des Galacticos.
Pendant quatre saisons, le technicien espagnol va mener la Castilla avec d'assez bons résultats. Excepté en 2002-2003, il réussit toujours à classer sa formation parmi les deux premières de son groupe et accède ainsi trois fois en quatre ans aux barrages de promotion en Segunda División. Ce n'est cependant qu'à sa troisième tentative qu'il parvient à faire monter la Castilla, qui n'avait plus atteint ce niveau depuis la saison 1991-1992.
Le 5 décembre 2005, l'entraîneur du Real Madrid, le Brésilien Vanderlei Luxemburgo est licencié de son poste par le président Florentino Pérez qui choisit de nommer López Caro pour lui succéder et terminer la saison. Le natif de Lebrija fait ses débuts sur le banc des Galactiques par une défaite 2-1 en Ligue des champions face à l'Olympiakos. Sous sa direction, le Real termine à la deuxième place de la Liga, derrière le Barça et est éliminé en huitièmes de finale de Ligue des champions par Arsenal et en demi-finale de la Copa del Rey par le Real Saragosse. À l'issue de la saison, il quitte la Maison Blanche (remplacé par l'Italien Fabio Capello) pour rejoindre un autre pensionnaire de la Liga, le Racing Santander.
À peine deux mois après son arrivée à Santander, il quitte le Racing pour Levante, qui le licencie en janvier 2007 après une série de mauvais résultats. En octobre 2007, il est alors choisi par le Celta de Vigo, pensionnaire de deuxième division, pour remplacer le Bulgare Hristo Stoitchkov, remercié par ses dirigeants. Il ne parvient pas à éviter la relégation du club galicien. Il ne reste à son poste qu'un an.
De 2008 à 2010, il dirige l'équipe d'Espagne espoirs. Il ne peut faire mieux que le premier tour de l'Euro espoirs 2009 et réussit à qualifier les jeunes Espagnols pour l'édition 2011. Il décide cependant de quitter ses fonctions et choisit pour la première fois de sa carrière de quitter l'Espagne, après avoir été recruté par le club roumain du FC Vaslui, qui évolue en première division roumaine. Son équipe se classe troisième à l'issue de la saison, une place qui lui permet de se qualifier pour la prochaine Ligue des champions. Caro quitte le club et reste un an sans entraîner.
En 2012, il est choisi par la Fédération d'Arabie saoudite de football pour devenir le directeur technique national. Il occupe ce poste durant une saison, alors que c'est le Néerlandais Frank Rijkaard qui est sur le banc des Renards du Désert. En janvier 2013, Rijkaard doit quitter son poste, à la suite de l'élimination des Saoudiens dès le premier tour de la Coupe du Golfe des nations et c'est López Caro qui le remplace. Le technicien espagnol parvient à qualifier l'équipe nationale pour la phase finale de la Coupe d'Asie des nations, mais une nouvelle fois, c'est l'échec relatif lors de la Coupe du Golfe des nations 2014 avec une défaite en finale contre le Qatar qui entraîne son licenciement et son remplacement par le Roumain Cosmin Olăroiu.

## Palmarès
- Finaliste de la Coupe du Golfe des nations 2014 avec l'Arabie saoudite
- Vice-champion d'Espagne en 2006 avec le Real Madrid
- Champion de Segunda B en 1999 (avec le RCD Majorque B), en 2002 et 2005 (avec le Real Madrid Castilla)